# Asterix e l'iris bianco
Asterix e l'iris bianco (in francese l'Iris blanc) è il 40º e finora ultimo albo della serie Asterix, pubblicato il 21 ottobre 2023. È il primo della serie a essere scritto da Fabcaro in sostituzione di Jean-Yves Ferri.

## Trama
Una nuova scuola di pensiero va diffondendosi nei territori conquistati da Roma, e Cesare decide di sperimentarne i tanto decantati effetti positivi sul morale delle legioni che circondano un certo villaggio dell'Armorica che resiste ancora (e sempre!) all'invasore.
Ben presto, però, i nuovi precetti cominciano a circolare anche fra gli abitanti… Riusciranno Asterix, Obelix e gli altri gallici eroi a resistere alle lusinghe della misteriosa dottrina?

## Personaggi
- Abraracourcix
- Asterix
- Assurancetourix
- Automatix
- Beniamina
- Bruto
- Giulio Cesare
- Idefix
- Ielosubmarine
- Matusalemix
- Obelix
- Ollinclusus
- Omeopatix
- Panoramix
- Pirati
- Vitiumvirtus